# DNA complementar

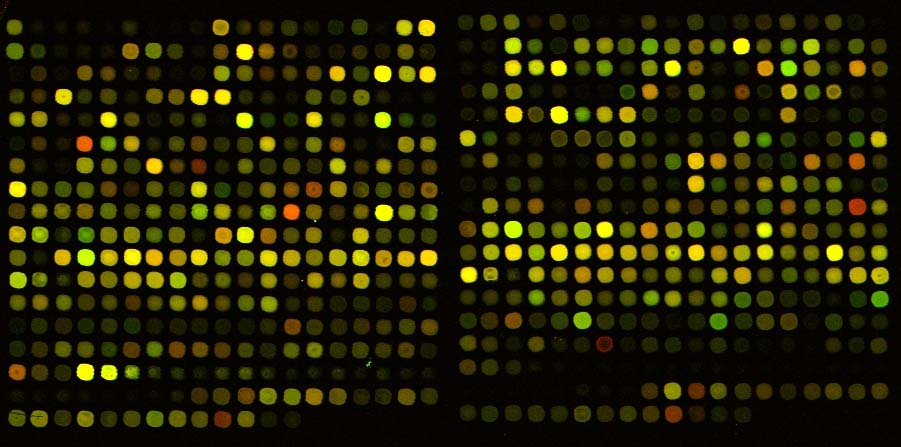
Saída de um chip de DNA de cDNA usado em testes.

Em genética, DNA complementar (cDNA) é o DNA sintetizado a partir de uma molécula de RNA mensageiro, cujos íntrons já foram removidos, ou seja, o mRNA já passou pelo processo de splicing, sendo uma reação catalisada pela enzima transcriptase reversa.
Após isolar um mRNA é inserido um primer para que a  enzima transcriptase reversa se ligue e sintetize a fita única de DNA a partir do molde de RNA, gerando um hibrido complementar de DNA-mRNA e antiparalelo. O RNA é depois degradado pela RNase H, que degrada parcialmente a cadeia de RNA. A DNA polimerase I sintetiza novos fragmentos de DNA usando, como iniciadores, os fragmentos de RNA (deixados pela RNase) associados à cadeia simples de DNA. Por fim, a DNA ligase liga os fragmentos de DNA da nova cadeia, originado uma cadeia dupla de DNA complementar (cDNA).
O cDNA (DNA complementar) é utilizado para clonar genes de eucariontes em procariontes. Isto porque os procariontes não têm maturação do RNA, logo fariam a redução de todo o DNA. Por exemplo, para expressar uma determinada proteína numa célula onde geralmente não é expressa (expressão heteróloga), transfere-se cDNA que codifica a proteína para a célula alvo.

## Síntese de DNA complementar (cDNA)

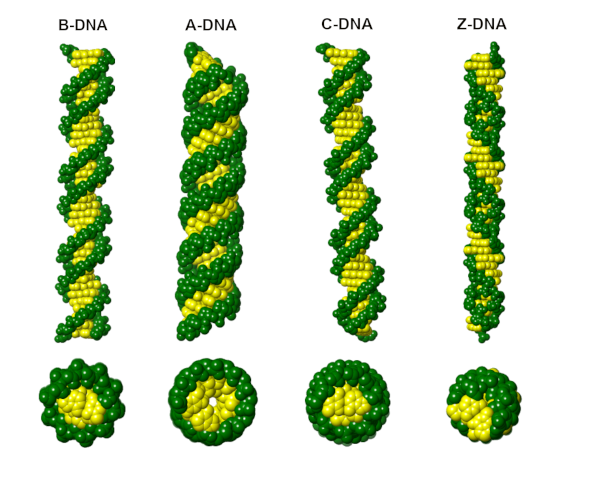
Diferenças estruturais de diferentes classificações do DNA.

A conversão enzimática de mRNA para cDNa foi descoberta na década de 1970 por Kacia, Ross, Verma e colaboradores (Sambrook, 2002). A síntese da primeira fita de cDNA é realizada por uma enzima transcriptase reversa dependente de RNA, geralmente isoladas de vírus, que usa amostras de RNA mensageiro (poli A) ou RNA total como molde
Para que esta conversão seja feita, são necessários (Aplicadas a produção animal):
- dNTPs: altas concentrações de dNTPs são importantes para a obtenção de boa eficiência na síntese do cDNA.Em baixas concentrações (< 50 µM) há decréscimo significativo na produção da primeira fita. Geralmente, são utilizados cerca de 200 a 250 µM de cada dNTPs;
- um oligonucleotídeo, sendo o mais utilizado o oligo dT, pois sintetiza a primeira fita a partir de RNAs de cadeia poli A;
- tampão: a presença deste reagente é importante, pois a alteração do pH acarreta a diminuição da eficiência da incorporação e da produção de transcritos. O pH ótimo é geralmente 8,3. Já foi observado que pequenas alterações de pH, de até 0,5 resultam em diminuição de até 5X na produção do cDNA;
- MgCl2: os cátions divalentes são importantes na transcrição reversa pois auxiliam na produção de transcritos completos em concentrações de 6 a 10 mM. Quando fragmentos muito longos serão transcritos, podem ser utilizados cátions monovalentes, dentre eles, o mais indicado é o potássio, que auxiliam na manutenção da eficiência da transcrição;
- RNAse (Invitrogen): degrada RNAses presentes durante a síntese do cDNA;
- DTT ou ditiotreitol: é um agente redutor que tem como principal função proteger oxidação de enzimas e proteínas;
- RNAse H: é utilizada no final da reação para remover híbridos RNA:cDNA com a função de aumentar a sensibilidade e a eficiência do PCR. A presença de RNAse H durante a síntese do cDNA degrada o mRNA, causando um déficit na produção desta molécula. Por isso, foram desenvolvidas transcriptases reversas que apresentam atividade reduzida de RNAse H durante a produção da primeira fita e que são adicionadas apenas no final da reação, para remoção de moléculas híbridas.

É importante considerar que para que este procedimento tenha sucesso, o RNA das amostras deve ser intacto e sua quantificação, precisa, para evitar variações na utilização deste molde em técnicas futuras, como por exemplo, em arranjos de DNA ou PCR quantitativo.
Para compreender melhor o assunto, é necessário leitura complementar do que são: DNA-lixo, exons e introns.